# Hadenfeld
Hadenfeld é um município da Alemanha localizado no distrito de Steinburg, estado de Schleswig-Holstein .
Pertence ao Amt de Schenefeld.